# Kokory
Kokory jsou obec v okrese Přerov v Olomouckém kraji. Žije zde přibližně 1 100 obyvatel a jejich katastrální území má rozlohu 671 hektarů.

## Název
Výchozí tvar Kokoři byl množné číslo od osobního jména Kokora (stejného původu jako ruské a polské kokora – "kleč") a označoval Kokory, tedy Kokorovu rodinu.

## Historie
Oblast Kokor patří k nejstarším známým osídleným místem na Přerovsku, což dokládají i archeologické nálezy datované do doby bronzové.
První písemná zmínka o obci pochází z roku 1279 (de Kokor). Obec postupně vlastnili páni z Kokor, Ludanicové, jezuité, studijní fond a nakonec Eichhoffové, majitelé panství rokytnického.
Na městečko byly Kokory povýšeny dekretem Ferdinanda I. v roce 1535 (za Ludaniců). V 18. století byly Kokory v majetku jezuitů, po nich se zachovaly barokní památky, jako jsou kaple svatého Františka Xaverského z roku 1724 a jezuitský pivovar z roku 1761. Je zde též socha svatého Floriána, která měla obec chránit před požárem.
K dalším památkám patří románský kostel Nanebevzetí Panny Marie se zvonem Ježíš Kristus z roku 1477, křtitelnice z roku 1771 a fara z počátku 18. století. Dále pak renovovaný bývalý klášter dominikánek postavený v novogotickém slohu (dnes slouží jako ÚSP pro ženy). Unikátní kryté schodiště ke kostelu a stylová rondokubistická škola reprezentují 20. století.

## Současnost
Ve východní části obce je chatová oblast, v jejíž blízkosti se nacházejí rybníky s možností rybaření. Dále pak myslivecká chata u lesa Háje. V obci se nachází sportovní areál umožňující sportovní vyžití (Sokol Kokory). Působí zde Sdružení dobrovolných hasičů. Nacházejí se zde Základní škola a mateřská škola Kokory.

## Obyvatelstvo
| Rok            | 1869  | 1880  | 1890  | 1900  | 1910  | 1921  | 1930  | 1950  | 1961  | 1970  | 1980  | 1991  | 2001  | 2011  | 2021  |
| -------------- | ----- | ----- | ----- | ----- | ----- | ----- | ----- | ----- | ----- | ----- | ----- | ----- | ----- | ----- | ----- |
| Počet obyvatel | 1 025 | 1 022 | 1 011 | 1 112 | 1 155 | 1 248 | 1 275 | 1 256 | 1 322 | 1 245 | 1 125 | 1 110 | 1 106 | 1 133 | 1 114 |
| Počet domů     | 156   | 173   | 191   | 206   | 223   | 242   | 271   | 306   | 307   | 322   | 305   | 347   | 362   | 374   | 387   |

## Obecní správa

### Obecní symboly
Znak obce je historický, vlajka byla obci udělena rozhodnutím předsedy Poslanecké sněmovny Parlamentu České republiky dne 6. června 2017.

## Pamětihodnosti
- Kaple svatého Františka Xaverského
- Socha svatého Floriána
- Kostel Nanebevzetí Panny Marie

## Fotogalerie

Kokory
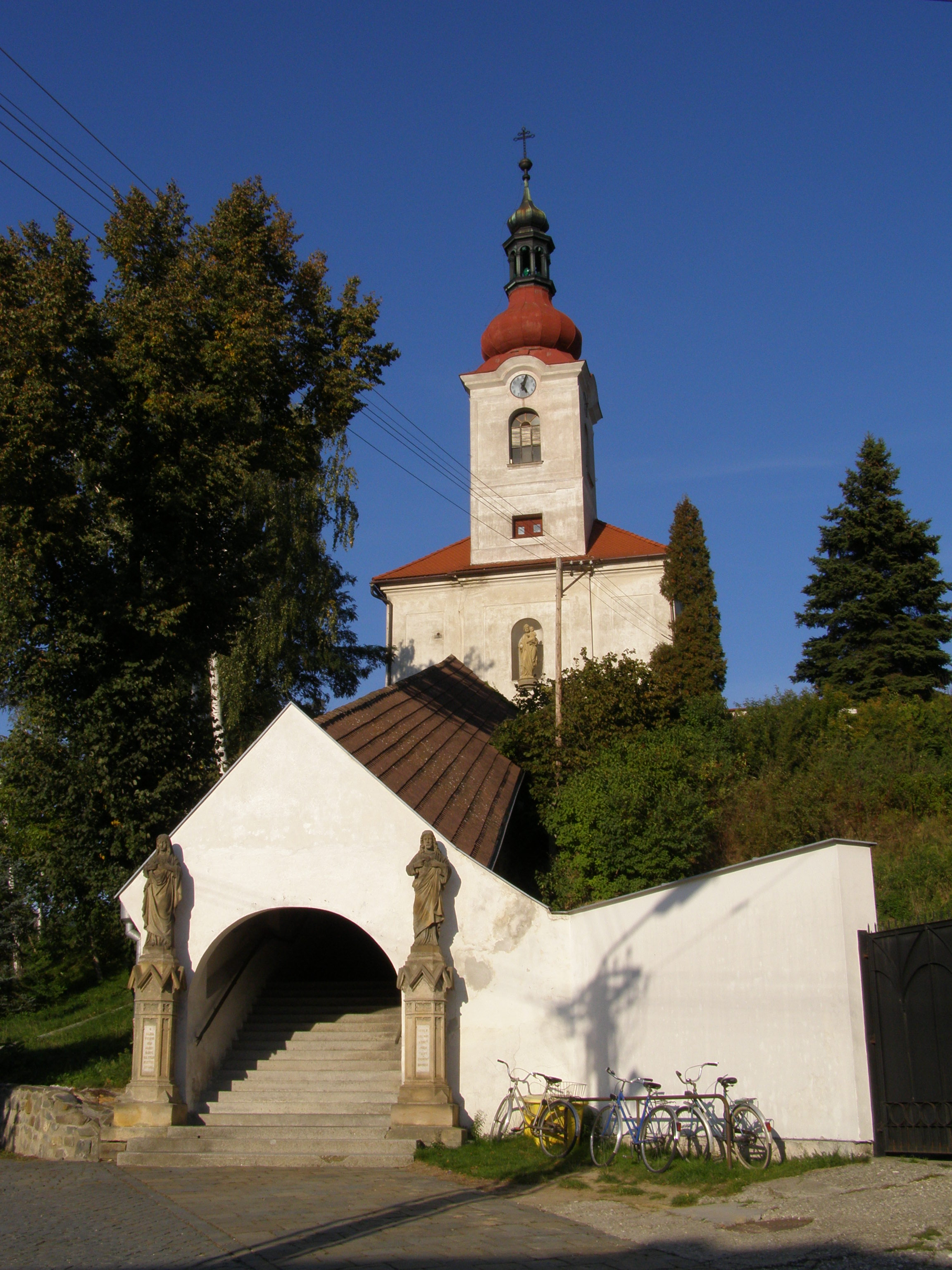
Kostel Nanebevzetí Panny Marie
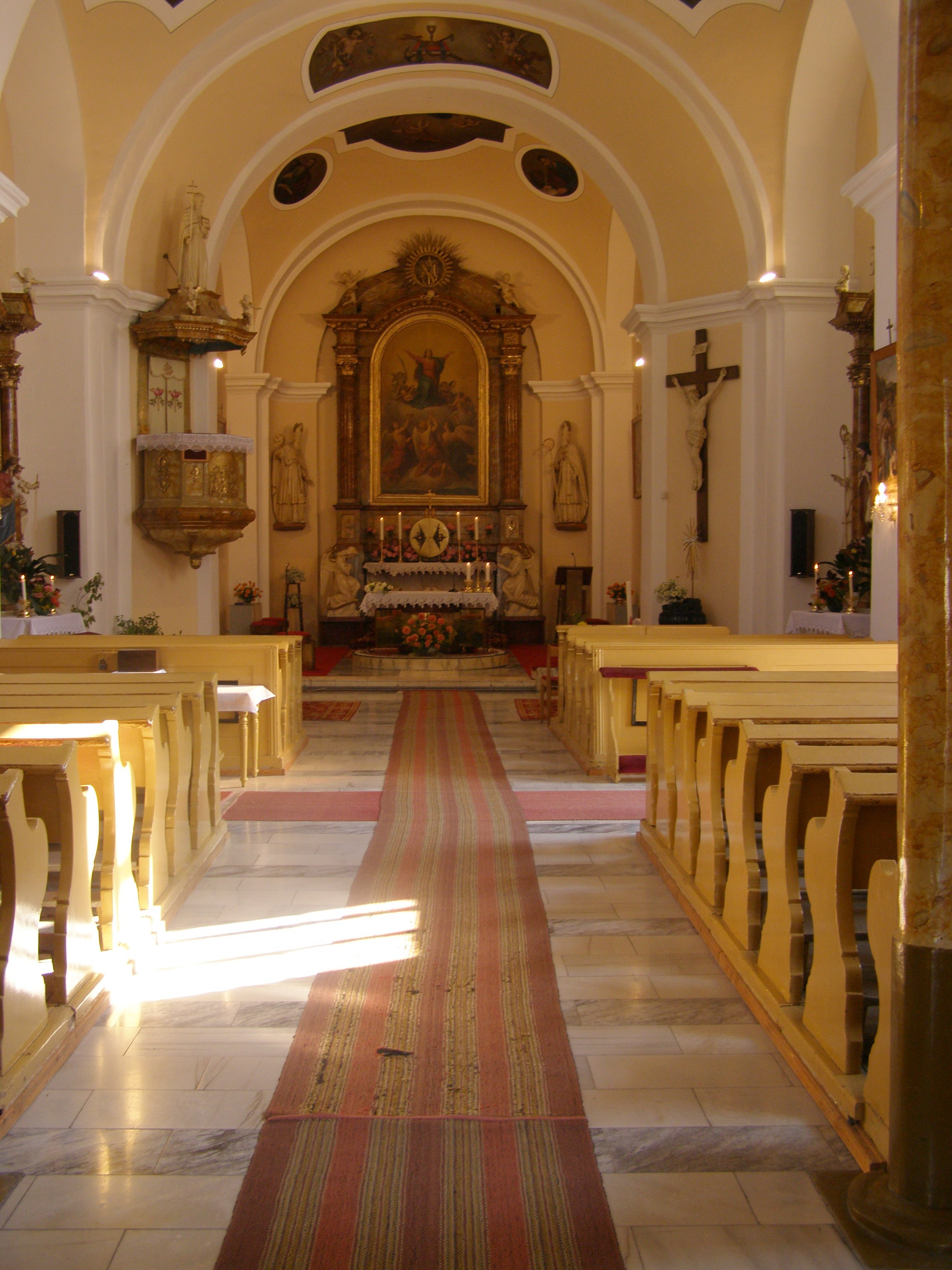
Kostel Nanebevzetí Panny Marie – interiér
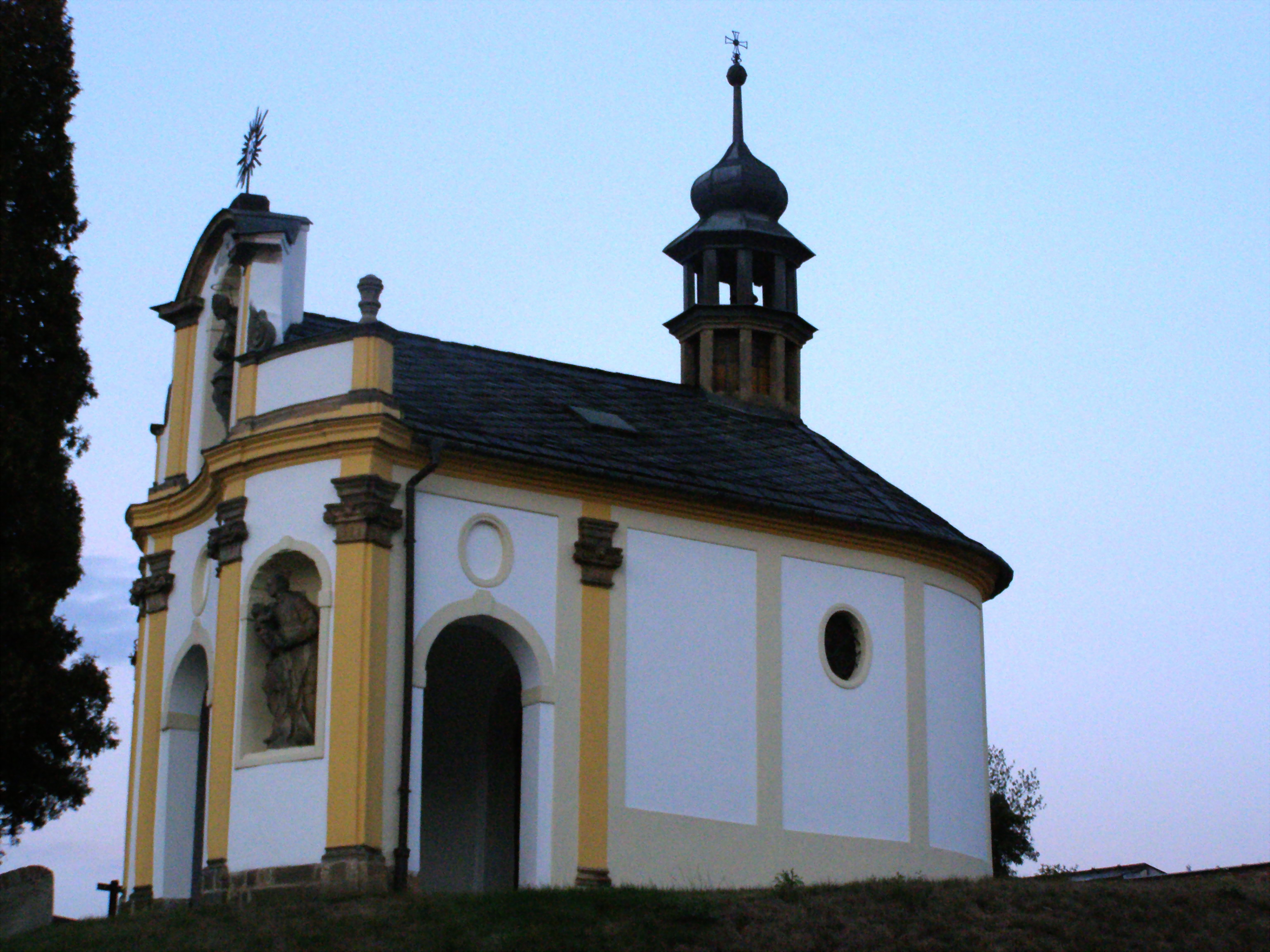
Kaple svatého Františka Xaverského
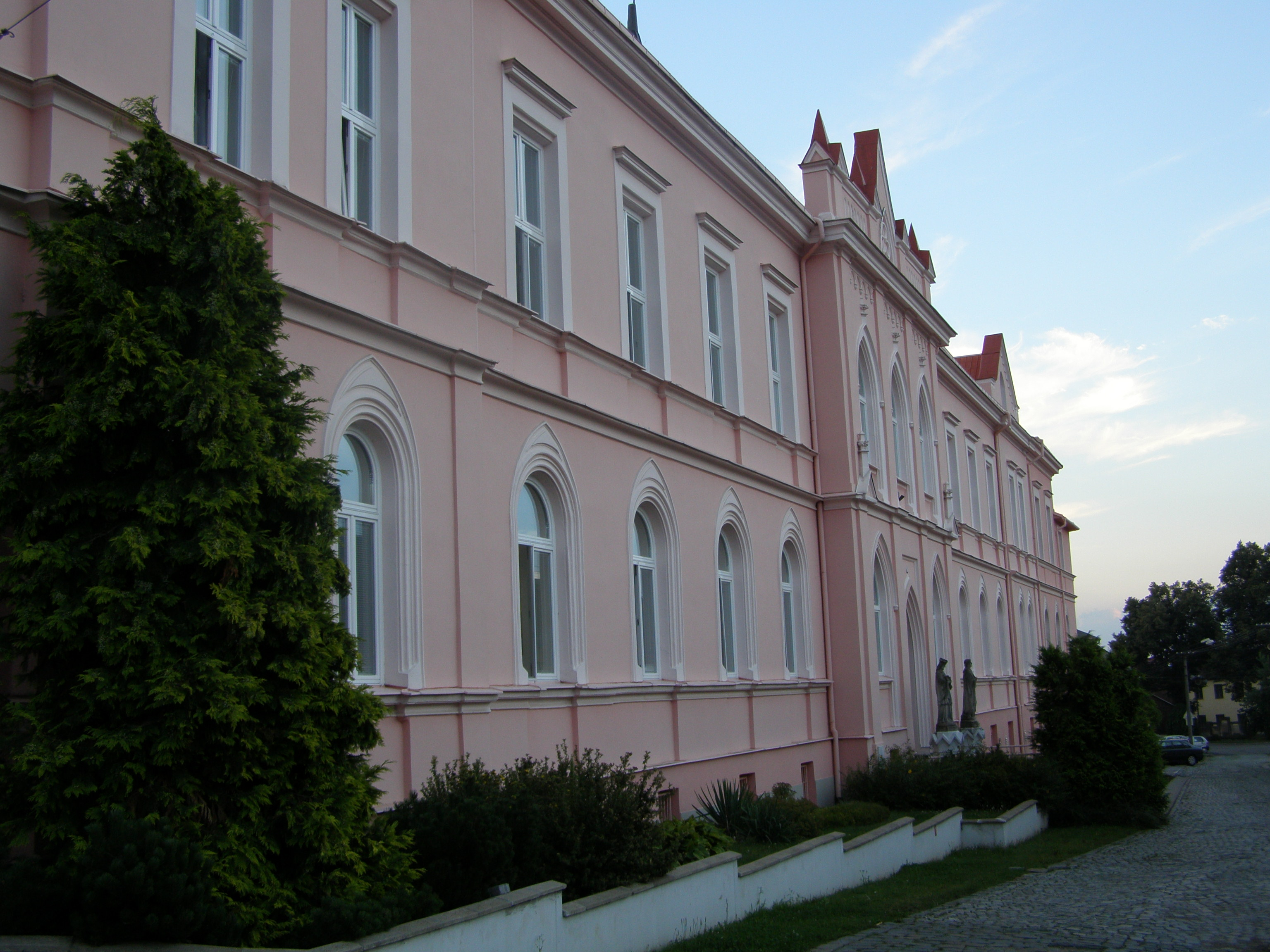
Bývalý klášter dominikánek, dnes Ústav sociální péče pro ženy
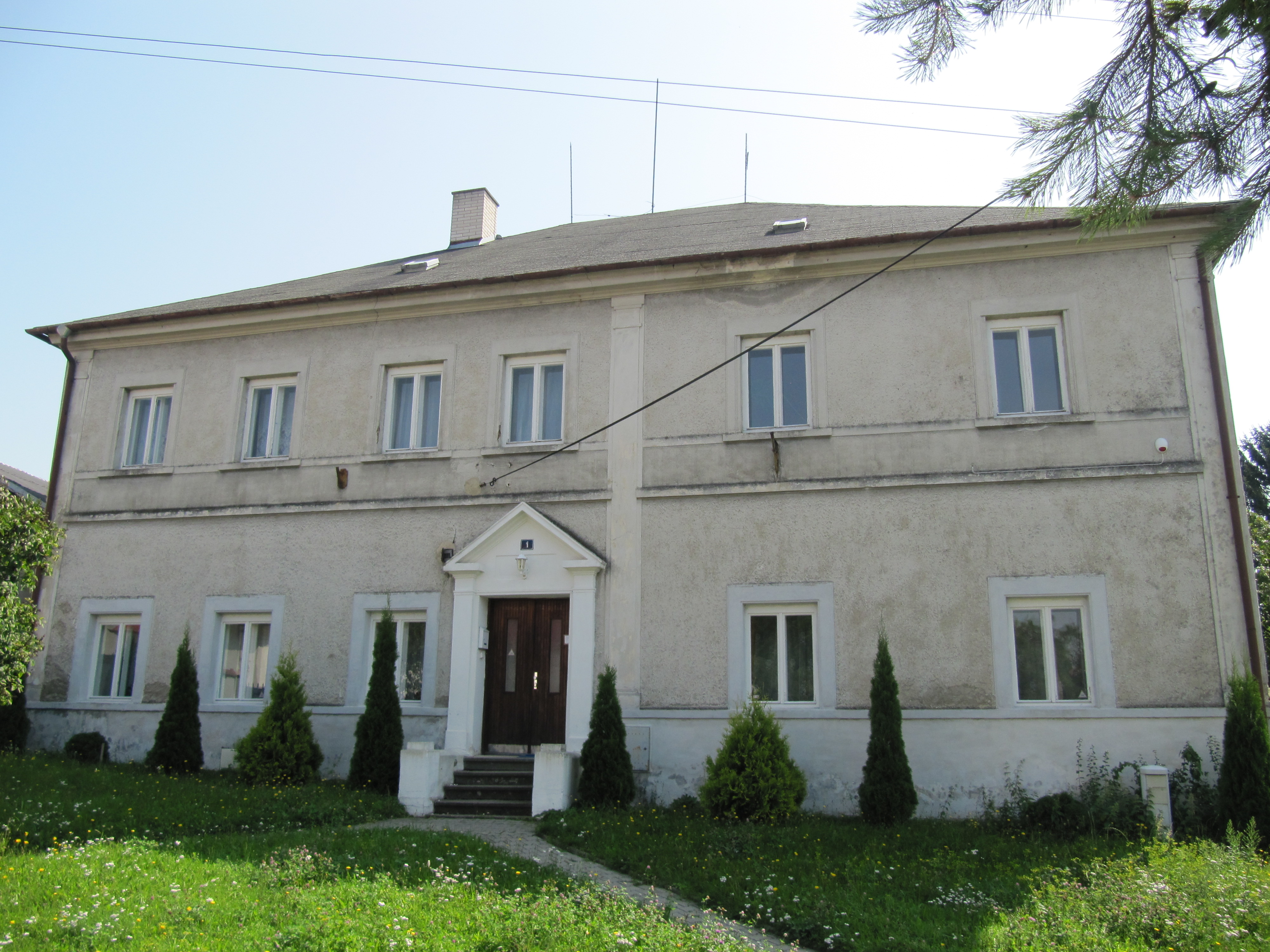
Fara
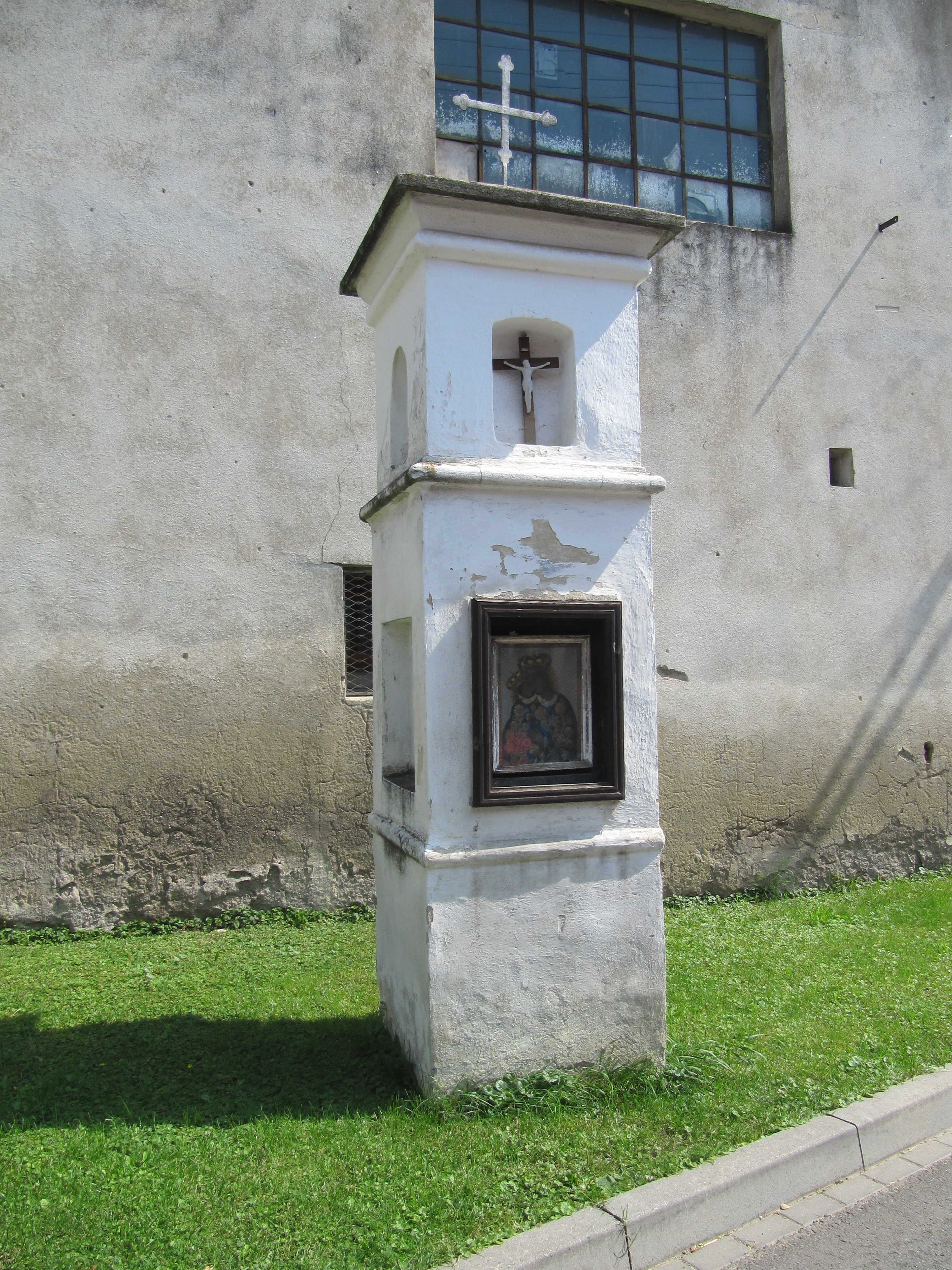
Boží muka
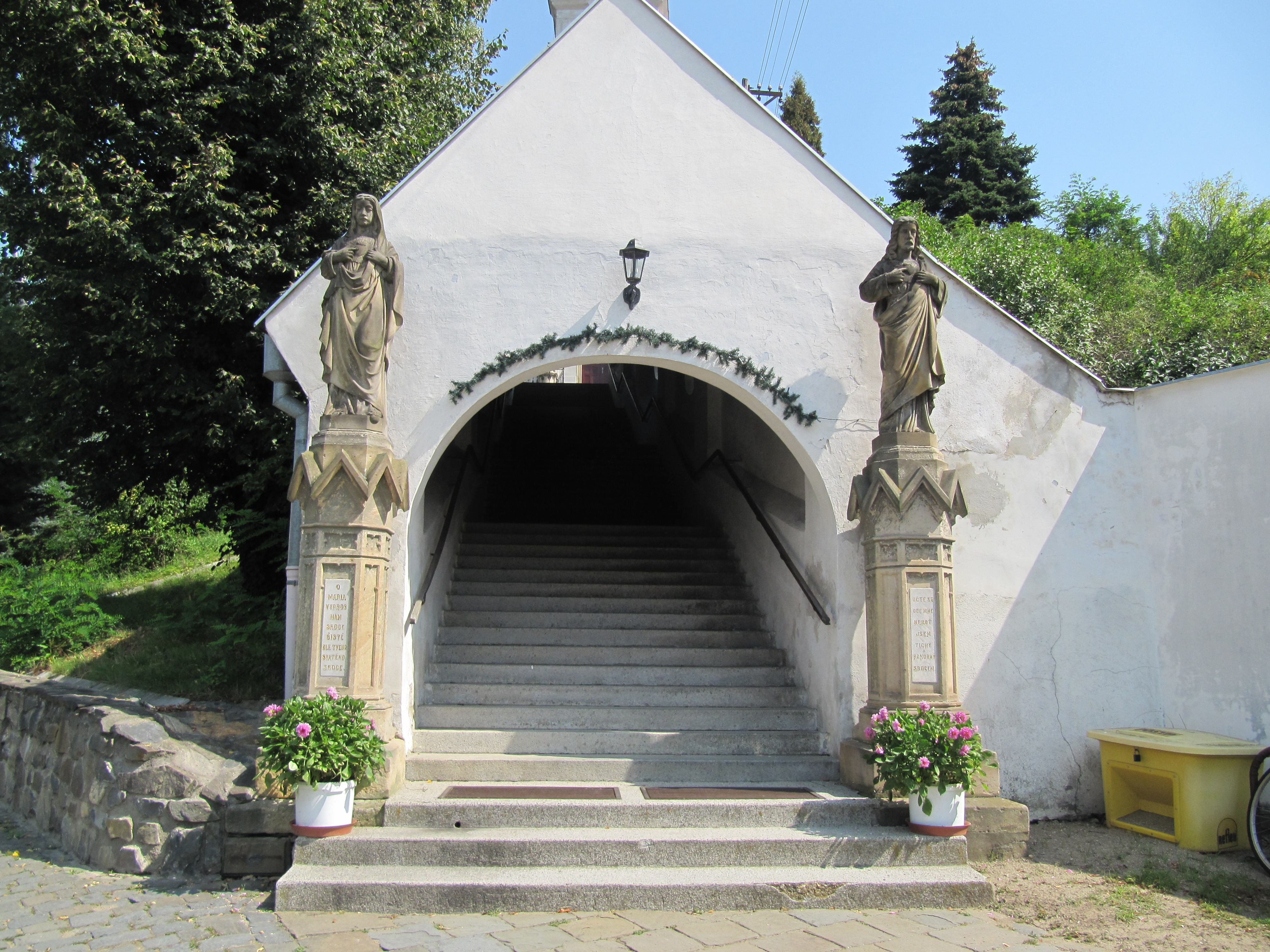
Schodiště ke kostelu
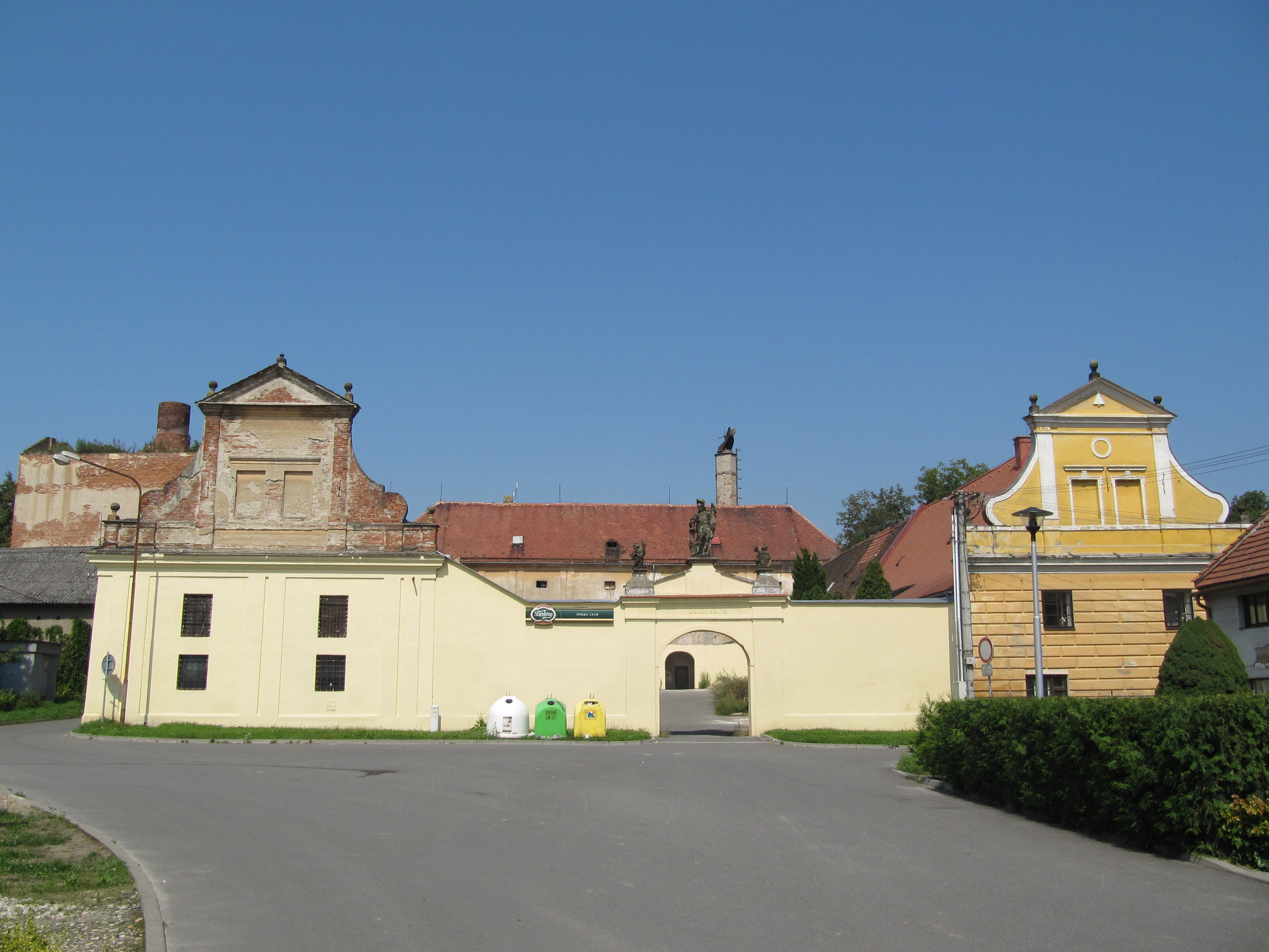
Pivovar